# Alasgarli (Tartar)
Alasgarli est un village de la région de Tərtər en Azerbaïdjan.

## Population
Selon les statistiques de 2009, la population du village est de 1105 personnes.

## Géographie
Le village d'Alasgarli de la région de Tərtər est situé dans la circonscription administrative du village de Sahlabad.

## Économie
La principale occupation de la population du village d'Alasgarli est l'élevage, le jardinage et l'agriculture.

## Culture
Il y a une conserverie, une école, un club, un centre médical, une bibliothèque, un cimetière de village, une allée des martyrs, une mairie, deux magasins, deux salons de thé et un restaurant dans le village.